# Krajnai farkasbogyó
A krajnai farkasbogyó (Scopolia carniolica) a burgonyafélék családjába tartozó, Európában honos, hegyvidéki erdőkben élő, mérgező növényfaj. Egyéb elnevezései: csüngő beléndek, szkopoliafű, maszlagos nadragulya, farkascseresznye, mérges cseresznye, bolondítófű, szépasszony füve, álomhozófű, veszett fű, ördögfű.

## Megjelenése
A krajnai farkasbogyó 20–60 cm magas, lágyszárú, évelő növény. Kúszó, kellemetlen ízű gyöktörzse akár 12 cm hosszúra és 5 cm vastagra is megnő. Szára egyenes, tetején elágazó, innen hajtanak ki sűrűn álló, 10–15 cm-es elliptikus vagy tojásdad, ép szélű levelei.
Virágai egyesével nőnek a levélhónaljakból. A hosszú kocsányon lecsüngő virágok szűk harang alakúak, kívül barnáslilák, belül zöldek.
Termése kb. 6 mm-es gömbölyű toktermés.

## Elterjedése és élőhelye
Közép-, Kelet- és Észak-Európában (Észak-Olaszországtól és a Közép-Balkántól a Baltikumig. Magyarországon a Bükkben, a Mátrában és Börzsönyben él.
Hegyvidéki lombos erdők, bükkösök, szurdokvölgyek lakója. Április elejétől május közepéig virágzik. Rovarbeporzású.
Mérgező. Minden része, de főleg a gyöktörzse tropán alkaloidokat, elsősorban atropint, emellett többek között szkopolamint és hioszciamint tartalmaz. Fogyasztása nagyobb dózisban halált is okozhat. Gyógyszerkészítményekben idegcsillapítóként, a hagyományos népi gyógyászatban reuma, köszvény és fogfájás ellen használták.
Magyarországon védett, természetvédelmi értéke 5 000 Ft.

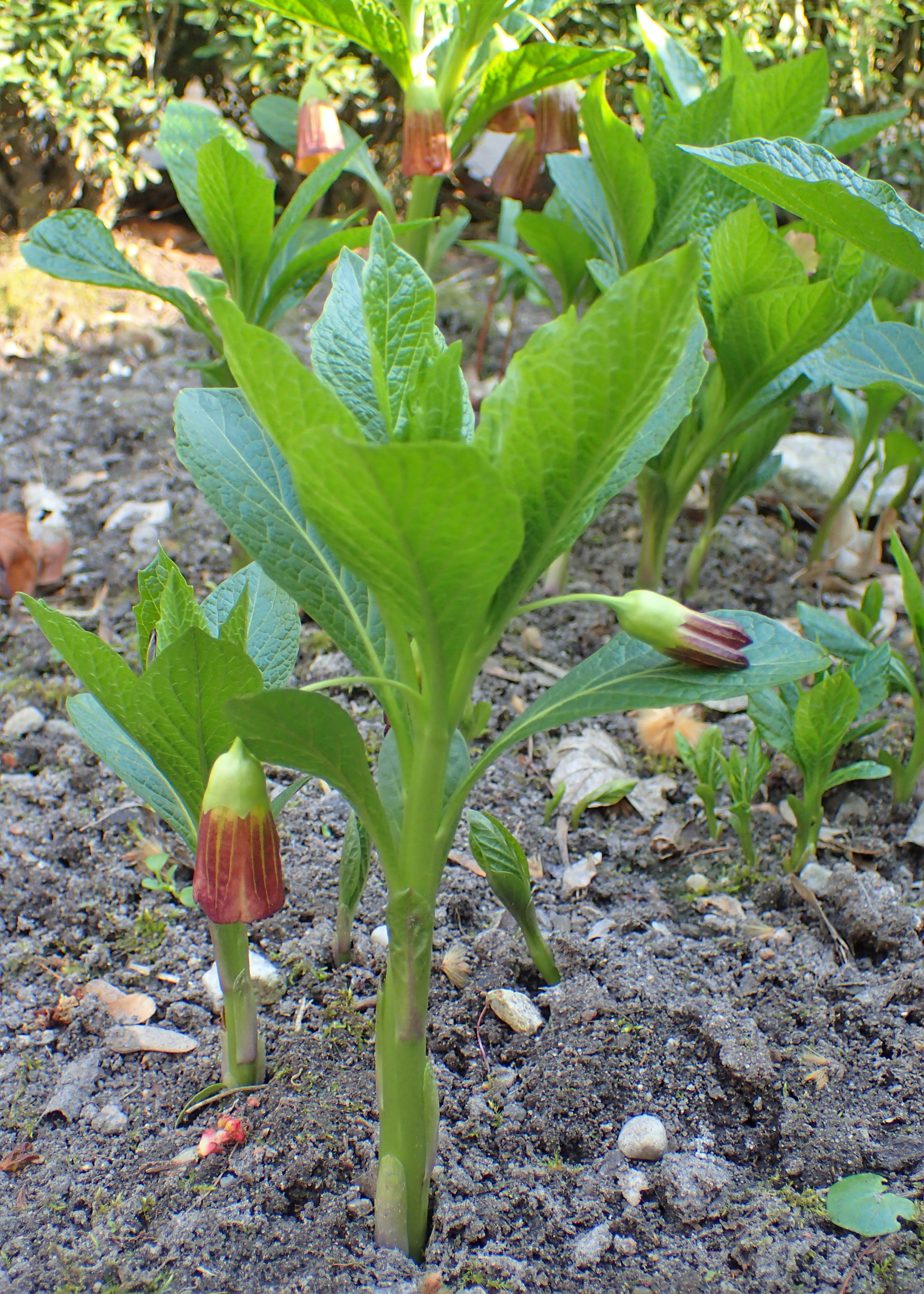
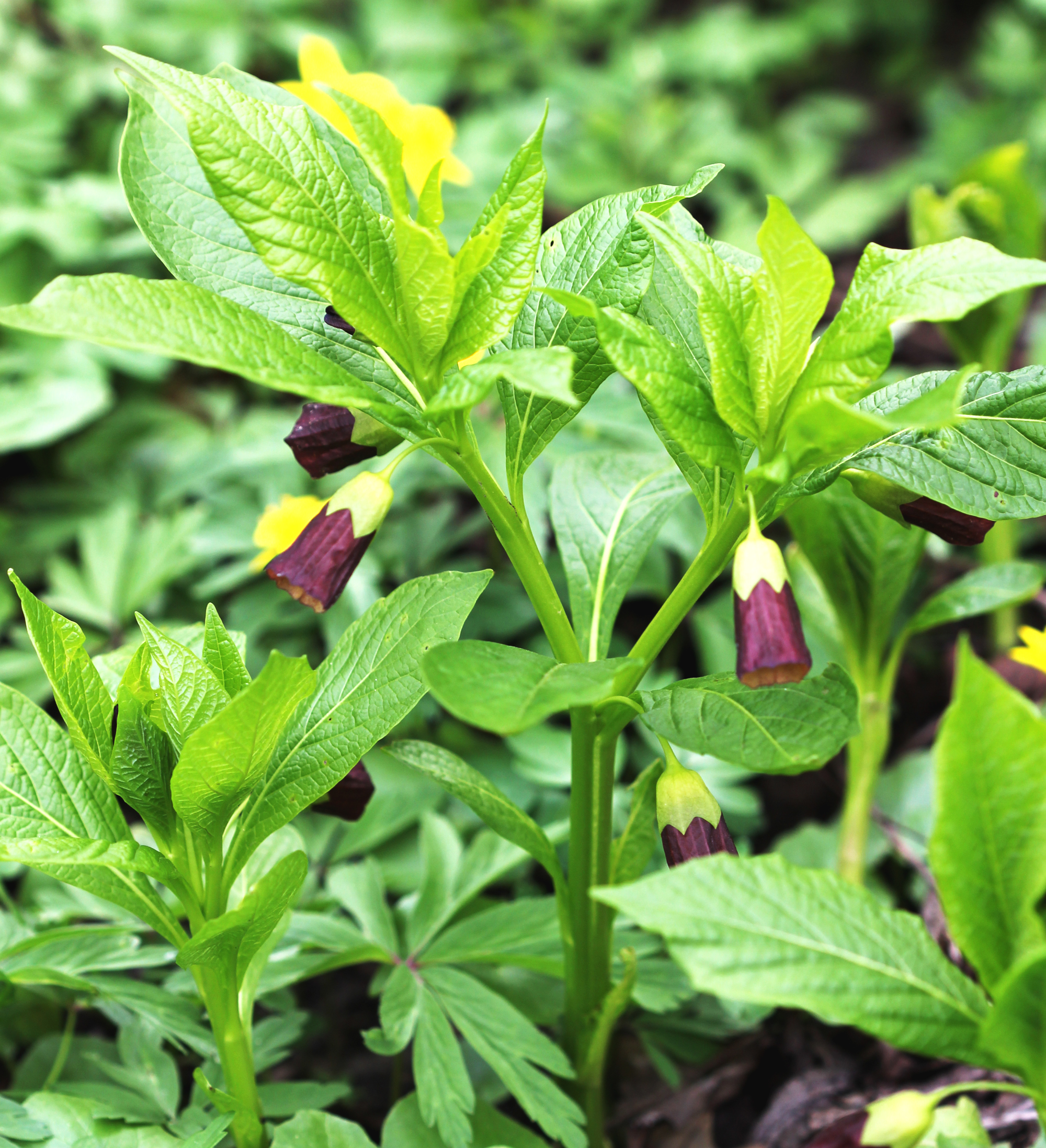
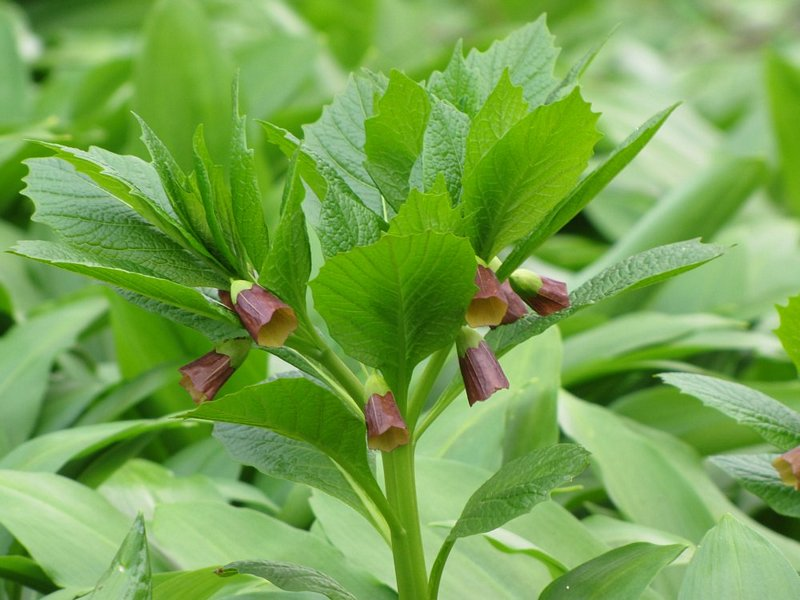
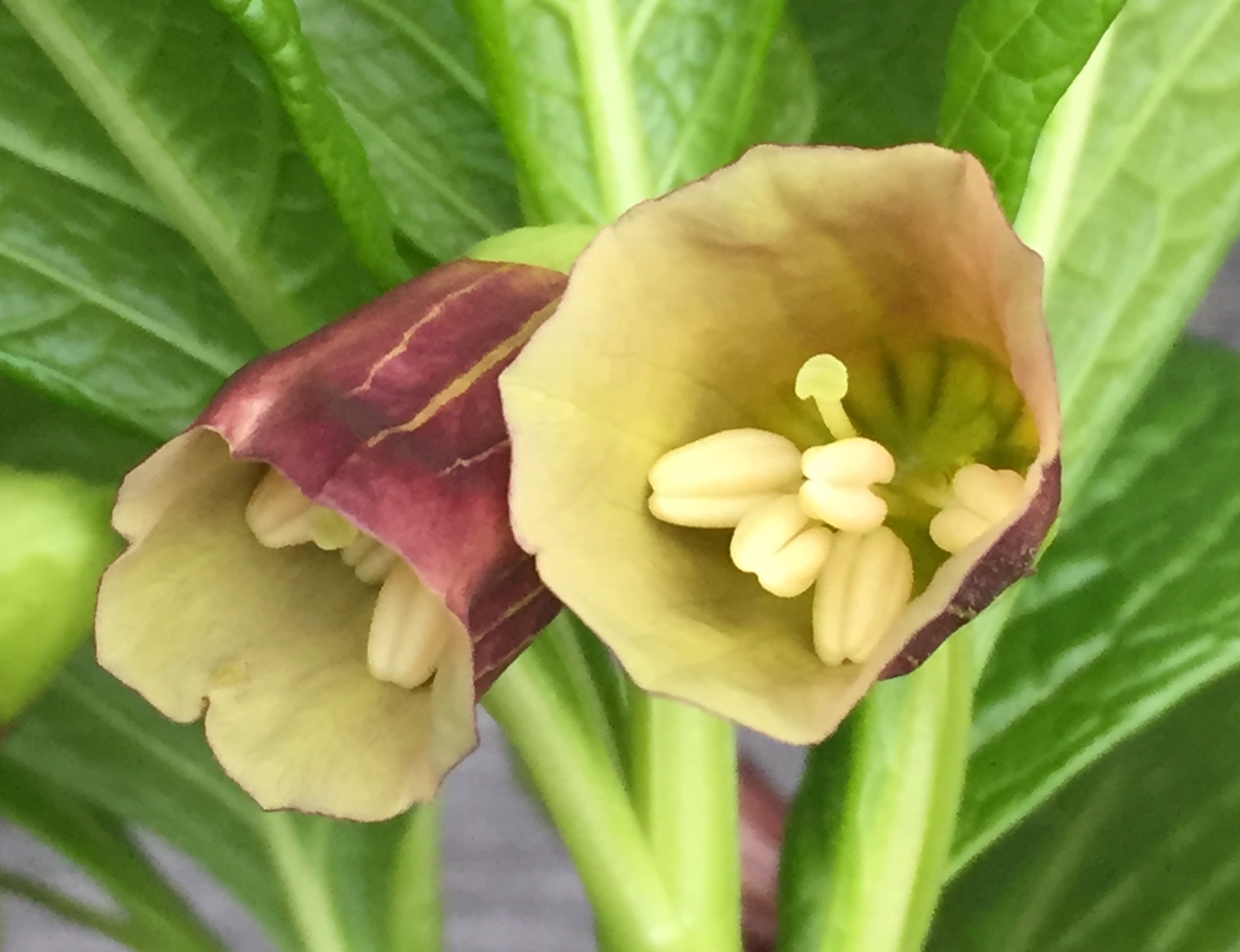
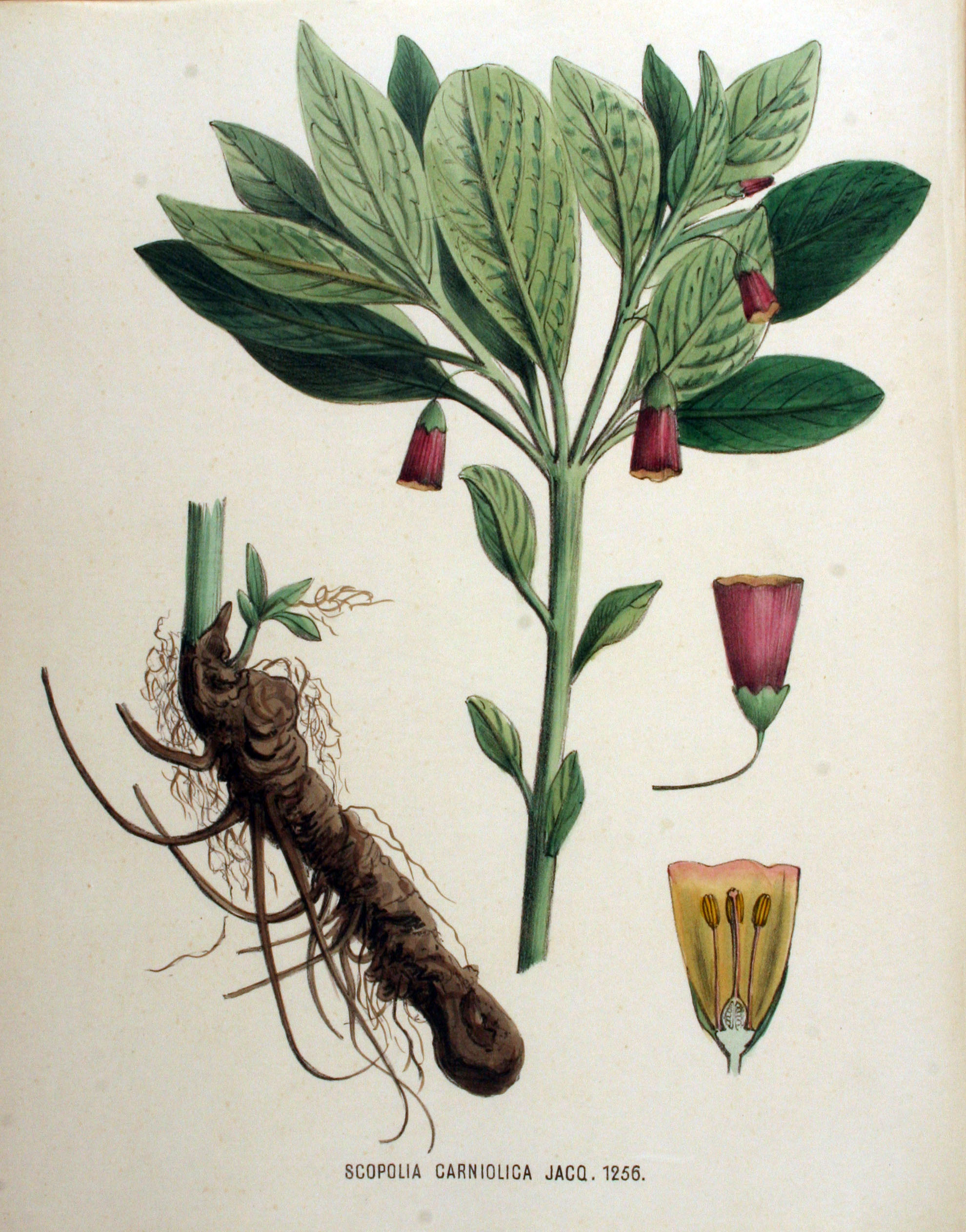